# Лимузен, Шарль
Шарль Лимузен (фр. Charles-Mathieu Limousin, псевдоним Hiram; 24 октября 1840, Сент-Этьен — 8 сентября 1909, Париж) — французский масон и журналист. Публиковал статьи по экономике в «Temps» и «Siècle», основал газету «La Tribune ouvrière». Основал масонскую газету «L’Acacia» (1902—1909), где публиковался под псевдонимом Hiram.